# Relaciones España-Panamá
Las relaciones España-Panamá son las relaciones diplomáticas entre el Reino de España y la República de Panamá. Sus relaciones bilaterales están marcadas por un excelente nivel en todos los ámbitos. Ambos países son miembros de pleno derecho de la ABINIA, la ASALE, la AICO, el CAF, la CEPAL, el CERLALC, la COMJIB, la COPANT, la FELABAN, la Fundación EU-LAC, el IICA, la OEI, la OISS, la OIJ, la ONU y la SEGIB. También comparten su pertenencia al sistema de Cumbres Iberoamericanas.

## Historia

### Colonización española

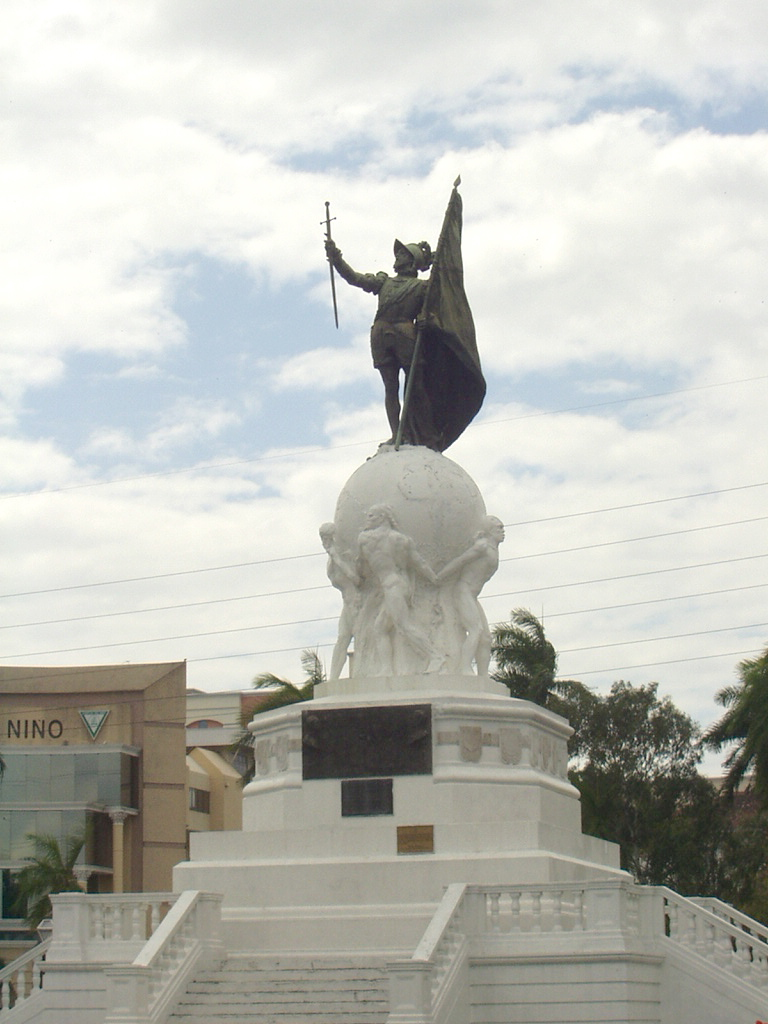
Estatua de Vasco Núñez de Balboa en la Ciudad de Panamá

En 1501, el explorador español Rodrigo de Bastidas se convirtió en el primer europeo en ingresar al territorio de Panamá y lo reclamó para España. En 1502, Cristóbal Colón navegó a lo largo de las costas de Panamá. En 1510, el explorador español Diego de Nicuesa fundó el primer asentamiento en Panamá y lo llamó  Nombre de Dios. En septiembre de 1513, el conquistador español Vasco Núñez de Balboa llegó a Panamá y se convirtió en el primer europeo en liderar una expedición que vio el Océano Pacífico. En 1513, Panamá se convirtió oficialmente en parte del Imperio español.
En 1514, Pedro Arias Dávila se convirtió en el primer gobernador del territorio de Panamá. El gobernador Arias Dávila fundó la Ciudad de Panamá que convirtió en la capital del territorio. Una vez en el poder, ordenó la decapitación de Balboa en 1517 por un cargo de traición. El gobernador Arias Dávila también ordenó ataques asesinos contra la población indígena, a quien asó vivo y/o alimentó a los perros. Durante este período, Panamá se convirtió en un territorio importante para España, ya que está situado entre los territorios españoles de Nueva España y los territorios de América del Sur. En 1717, Panamá se convirtió en parte del Virreinato de Nueva Granada.

### Independencia
En 1808, José Bonaparte se instaló como Rey de España y sus posesiones de Hispanoamérica, costas del tratado de El Pardo (África) y las islas Filipinas, Marianas y Carolinas. Dos años después, en 1810, comenzó el proceso de emancipación de Hispanoamérica, en la que los virreinatos y otras subdivisiones de Hispanoamérica comenzaron a declarar su independencia de España. Del 10 al 28 de noviembre de 1821, los residentes de Panamá encabezaron una revuelta sin sangre contra España y declararon su independencia el 28 de noviembre de 1821. Con la aprobación de Simón Bolívar, Panamá se unió a la unión del Gran Colombia que incluía a Colombia, Ecuador y Venezuela.
En 1831, la unión se derrumbó y Panamá permaneció unido a Colombia hasta 1903 cuando el Senado de Colombia se negó a ratificar el Tratado Herrán-Hay que habría permitido a los Estados Unidos arrendar el Canal de Panamá por 100 años. Se llevó a cabo un proceso de separación de Panamá de Colombia. Estados Unidos, gran interesado en esta independencia, reconoció de manera oficial al nuevo país el 13 de noviembre de 1903, diez días después de la declaración de independencia. España también reconocería a Panamá junto a otros países europeos en el mes de noviembre de 1903.

### Post-Independencia

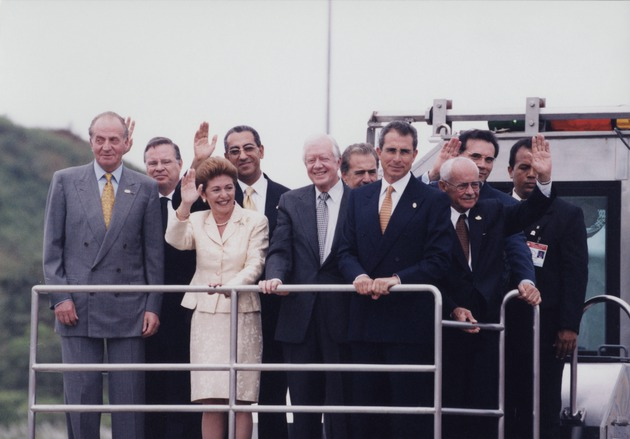
El rey Juan Carlos I con la Presidenta panameña Mireya Moscoso durante la entrega del canal al control panameño el 31 de diciembre de 1999.

En mayo de 1904, Panamá y España establecieron oficialmente relaciones diplomáticas. En 1915, España completó la construcción de una embajada en la Ciudad de Panamá. Durante la guerra civil española (1936-1939) varios españoles emigraron a Panamá buscando refugio. En septiembre de 1977, los reyes españoles Juan Carlos I y Sofía de Grecia, realizaron una visita oficial a Panamá, la primera de tres visitas.
De 1983 a 1989, Manuel Noriega gobernó Panamá. Durante la invasión de los Estados Unidos a Panamá, Noriega huyó a la Nunciatura Apostólica de la Santa Sede en Panamá. Mientras estaba allí, Noriega le pidió al gobierno español refugio en España. España rechazó la oferta de Noriega ya que tenía un tratado de extradición permanente con los Estados Unidos. El 31 de diciembre de 1999, el rey español Juan Carlos I viajó a Panamá y se reunió con la presidenta panameña Mireya Moscoso, y asistieron a la transición del canal al control panameño.
Varios países latinoamericanos, entre ellos Panamá, han sido acusados de refugiar a miembros de la organización terrorista ETA buscados en España y Francia, siendo Canadá y Estados Unidos los únicos países americanos que clasificaron esta organización como grupo terrorista.
En julio de 2014, el presidente de gobierno español Mariano Rajoy realizó una visita oficial a Panamá. En septiembre de 2014, el presidente panameño Juan Carlos Varela realizó una visita oficial a España. Desde la década de los años 2010, España y Panamá reforzaron relaciones empresariales, contribuyendo al desarrollo social de Panamá. Las relaciones en el ámbito económico entre ambos países siempre han sido excelentes y refrendadas por múltiples acuerdos bilaterales, además del Acuerdo de Asociación firmado entre la UE y América Central. Panamá también cuenta con un Centro Cultural de España en la Ciudad de Panamá.

## Relaciones bilaterales
Ambas naciones han firmado varios acuerdos bilaterales, como un Tratado de Paz y Amistad (1953); Acuerdo de Cooperación Social (1966); Acuerdo de Cooperación Cultural (1979); Acuerdo de Cooperación Económica y Comercial (1982); Acuerdo de Cooperación Científica y Técnica (1983); Acuerdo sobre Promoción y Protección recíproca de Inversiones (1997); Tratado de Extradición (1997); Acuerdo de transporte aéreo (2001) y un Acuerdo entre los Ministerios de Salud de España y Panamá para la formación de personal de salud (2002).

## Transporte
Hay vuelos directos entre España y Panamá con Iberia.

## Relaciones económicas
En 2017, el comercio entre España y Panamá ascendió a €443 millones de euros. Las principales exportaciones de España a Panamá incluyen: perfumes, medicamentos, acero y hierro para construcción, automóviles y tranvías, cableado eléctrico y revestimientos cerámicos. Las principales exportaciones de Panamá a España incluyen: atún congelado y langosta y aceite de palma. En 2016, las inversiones españolas en Panamá totalizaron €14 millones de euros, y la mayoría de las inversiones se destinaron a las industrias de alimentos y papel. Empresas multinacionales españolas como Mapfre, Telefónica y Zara operan en Panamá.
España es uno de los cinco primeros países destino de las exportaciones panameñas, estando a su vez entre el sexto y el décimo en cuanto a proveniencia de las importaciones, dependiendo el año. Por su parte, Panamá no alcanza ningún puesto dentro de los 10 principales en ambas categorías; pero considera a España un socio privilegiado.

## Misiones diplomáticas residentes
- España tiene una embajada en la Ciudad de Panamá y un consulado honorario en Colón.[19][20]
- Panamá tiene una embajada en Madrid y consulados-generales en La Coruña, Barcelona, Las Palmas de Gran Canaria y en Valencia.[21]

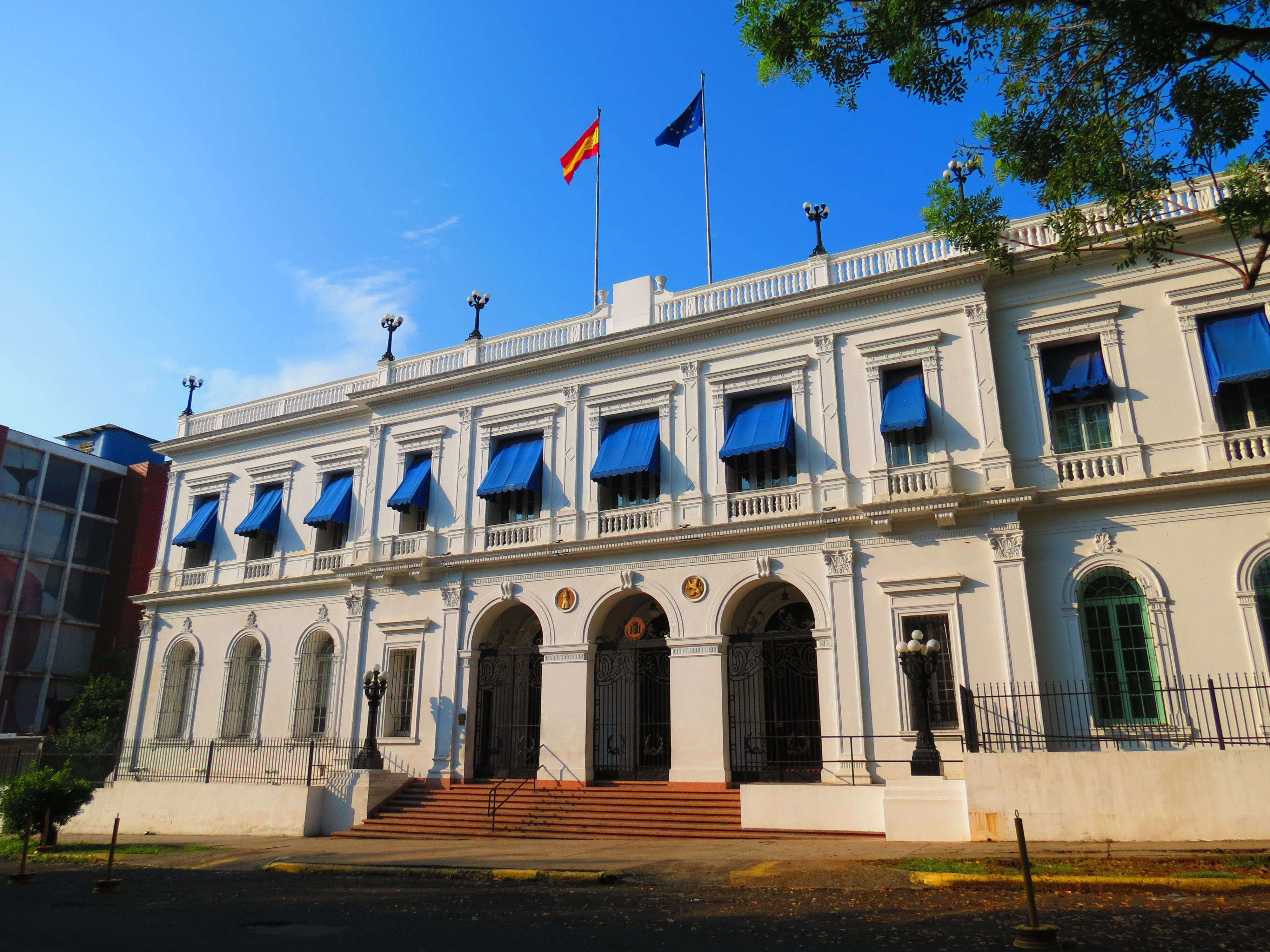
Embajada de España en la Ciudad de Panamá
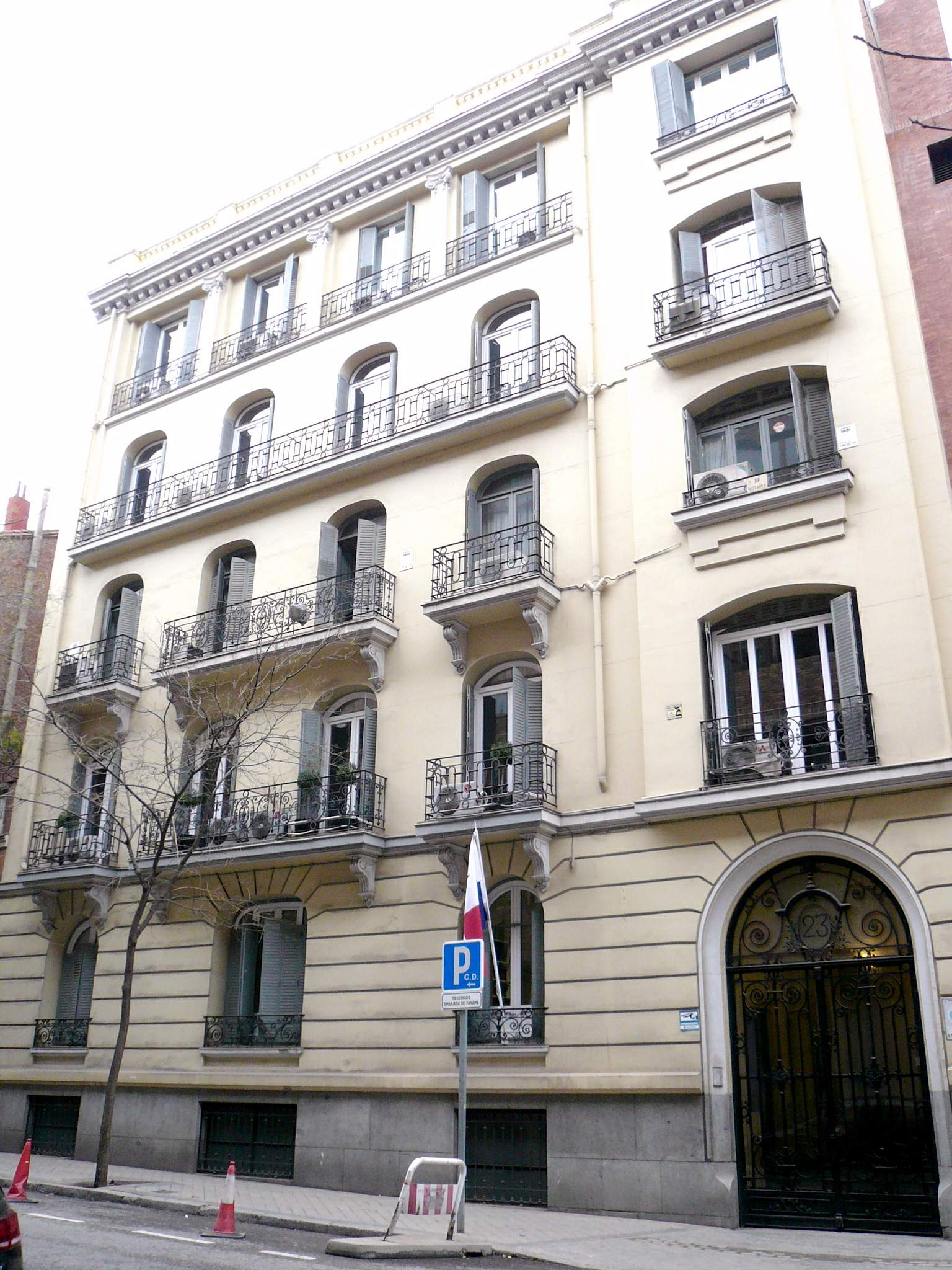
Embajada de Panamá en Madrid
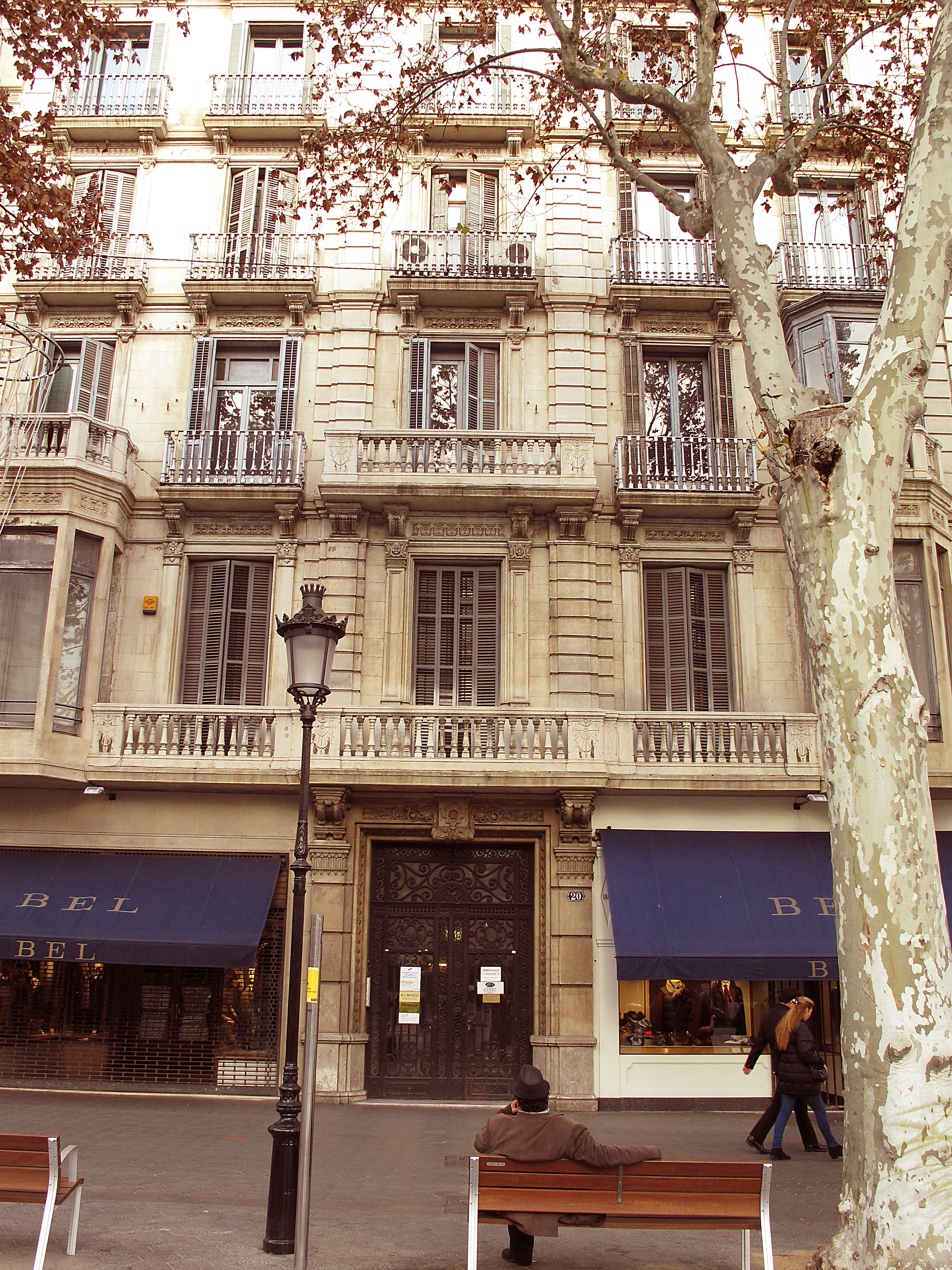
Consulado-General de Panamá en Barcelona